# Châlonvillars
Châlonvillars é uma comuna francesa na região administrativa de Borgonha-Franco-Condado, no departamento de Alto Sona. Estende-se por uma área de 7,6 km². Em 2010 a comuna tinha 1 276 habitantes (densidade: 167,9 hab./km²).